# キンシャサノキセキ
キンシャサノキセキ（欧字名:Kinshasa no Kiseki、2003年9月24日 - ）は、日本の競走馬、種牡馬。オーストラリアで生産された外国産馬である。
2010年から2011年にかけて、史上初めてとなる高松宮記念（GI）連覇を成し遂げた。また南半球生産の外国産馬として史上初めてJRAGIを優勝し、オーストラリア生産の日本調教馬として1956年ミッドファーム以来となるGI級競走優勝を果たした。

## 概要
2003年9月24日、南半球のオーストラリアで生産された鹿毛の牡馬である。父はシャトル種牡馬としてオーストラリアで供用されていた日本の種牡馬フジキセキであった。北半球の日本に持ち込まれ、ノーザンファーム代表の吉田勝己の妻・吉田和美の所有で競走馬となり、外国産馬として美浦トレーニングセンターの堀宣行厩舎からデビューした。
南半球産のために、北半球産とは生まれが半年遅いハンデを抱えていたが、2歳となった2005年12月の新馬戦、3歳となった2006年1月のジュニアカップ（OP）を連勝。NHKマイルカップ（GI）では一時先頭に立つ3着となった。その後、マイルから1400メートルで出世しオープンクラスに昇格したが、5歳となった2008年3月の高松宮記念（GI）でスプリントに転向し、ファイングレインに次ぐ2着。夏の函館スプリントステークス（JpnIII）で重賞初勝利を挙げて、秋のスプリンターズステークス（GI）ではスリープレスナイトに次ぐ2着となった。
その後、2009年前期を不調で過ごしたが、10月のスワンステークス（GII）で復活優勝、暮れの阪神カップ（GII）、年をまたいで2010年オーシャンステークス（GIII）、そして高松宮記念を優勝。4連勝でGIを戴冠し、南半球生産馬として史上初めてJRAGI優勝を成し遂げた。秋は疝痛をきたすアクシデントがありながら臨んだスプリンターズステークスでウルトラファンタジーに次ぐ2着。暮れの阪神カップは優勝して連覇を果たした。この年のJRA賞最優秀短距離馬を受賞した。
8歳となった2011年の高松宮記念で再び優勝し、史上初めてとなる高松宮記念連覇、1994年サクラバクシンオー以来となるスプリントGI連覇を達成。カンパニーやウルトラファンタジーに次いで史上3例目となる8歳馬のJRA平地GI制覇を成し遂げた。31戦12勝、約7億8000万円を獲得した。引退後は種牡馬となり、シュウジやモンドキャンノ、ガロアクリークなど多数の重賞優勝馬の父となった。

## デビューまで

### 誕生までの経緯
ケルトシャーンは、1994年にアメリカで生産された父プレザントコロニーの牝馬である。1987年のリュパン賞（G1）を優勝し、種牡馬として日本の社台スタリオンステーションにも繋養されたグルームダンサーが兄だった。また母フェザーヒルは、GI級競走を優勝したルネンジョーヌ、インディアンローズ、ヴェールタマンドという3頭の兄姉であり、牝系は吉沢譲治によれば「フランス伝統のステイヤー牝系」だった。
競走馬とはならないままにオーストラリアで繁殖牝馬となったケルトシャーンは、1998年に初仔を産んでから、翌1999年に2番仔、2000年に3番仔を生産。2001年に流産して初めて仔を得られない1年となったものの、同年の種付けの季節に日本に赴いて、当地の一大種牡馬であるサンデーサイレンスと交配を敢行していた。しかし帰国後、双仔が宿されたために共に流産、2年連続で仔を得ることができなかった。そして2002年、ケルトシャーンはオーストラリアに留まったまま、日本の種牡馬であり、サンデーサイレンス産駒であるフジキセキと交配していた。
フジキセキは、日本で競走馬としてデビューしたが、3歳3月に故障により引退し、若くして種牡馬に転向していた。活躍している種牡馬の初年度産駒であるために期待されて人気を集めたが、デビューした産駒は期待通り活躍しなかった。そのために種牡馬としての人気が下がり、供用4年目の1998年からは外回り、外国へ出張するシャトル種牡馬として、北半球の春は日本で、秋はオーストラリアで供用されていた。このような供用は5年続いていたが、その5年目、オーストラリア最終供用となった2002年に、フジキセキとケルトシャーンが結びついていた。
交配から1年が経過した2003年9月24日、オーストラリアにて、ケルトシャーンの4番仔である鹿毛の牡馬（後のキンシャサノキセキ）が誕生する。既にデビューしていた兄姉たちでは、初仔のレージングファイア（父:スニペッツ）がオーストラリアとマカオで11勝しているが、リステッド・リストリクテッド・レースで2着となる程度だった。

### 幼駒時代

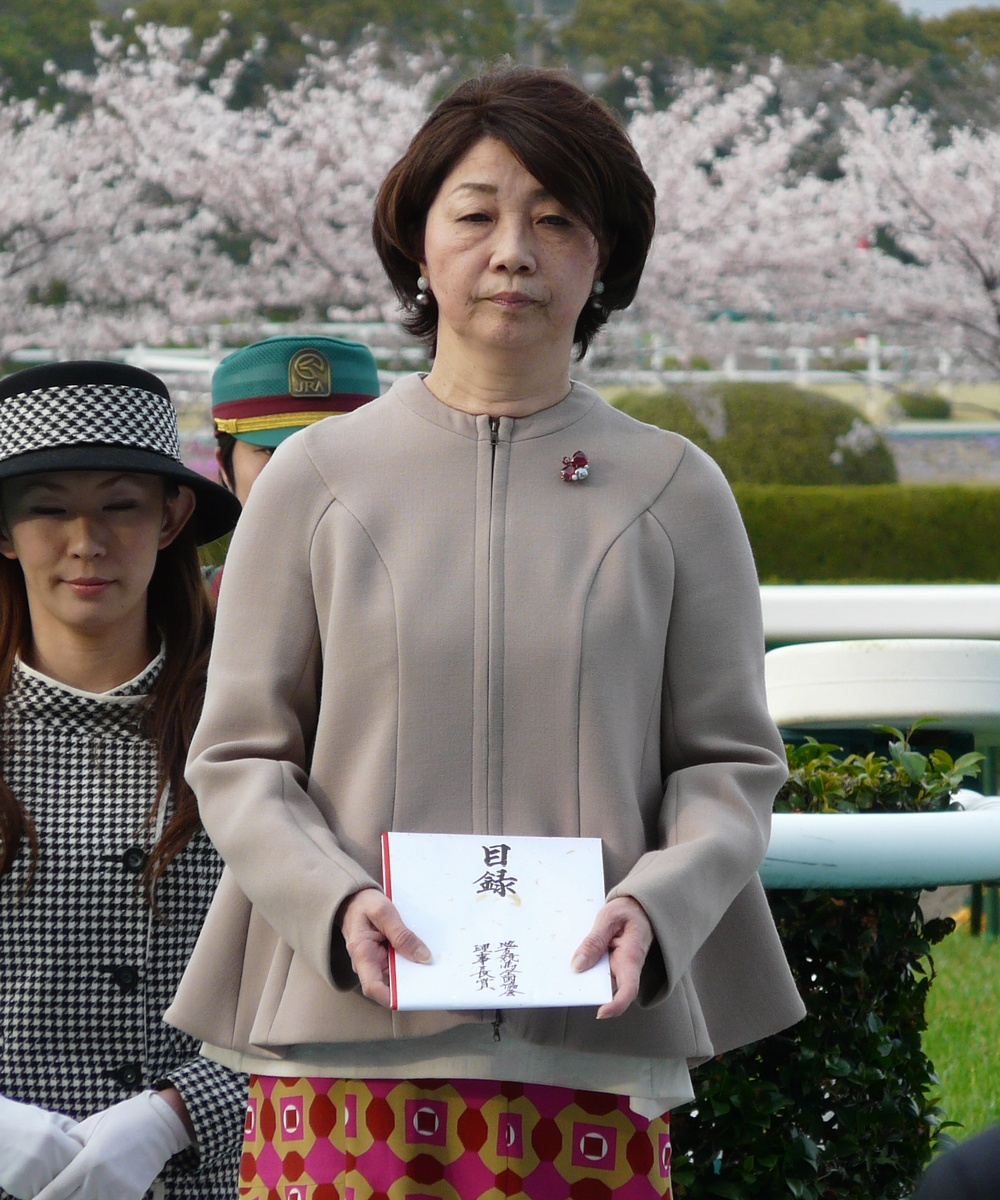
吉田和美

4番仔は、やがて日本の社台グループ・吉田一族の所有となる。そしてノーザンファーム代表の吉田勝己の妻である吉田和美の名義で日本の競走馬となる。フジキセキ産駒である4番仔には「キンシャサノキセキ」という競走馬名が与えられた。「キンシャサノキセキ」とは「キンシャサの奇跡」に由来する。「キンシャサの奇跡」とは、1974年のザイール共和国の首都・キンシャサで行われた挑戦者モハメド・アリと王者ジョージ・フォアマンのプロボクシング世界ヘビー級タイトルマッチを指す。若くして王者になりながらベトナム戦争への徴兵を拒否したことで王座を剥奪されていたアリが、ブランクを経て復帰しタイトルマッチまで再び挑み、序盤はフォアマンに押されて劣勢だったものの、終盤でまくり逆転勝利、王座を奪還し「奇跡」とされたことであった。
キンシャサノキセキは、日本に輸入され、現役競走馬の調整拠点として使用されることの多い宮城県山元町にある社台の山元トレーニングセンターに移動した。2歳6月の2005年6月から育成が施された。ハミ受けの馴致から行われたが、気性が荒く、人に付き従いにくい馬だったという。
南半球産のキンシャサノキセキは、日本のほとんどを占める北半球産の競走馬よりも、生まれが半年遅いが、日本で競走馬となるためには、北半球のスケジュールに順応する必要があった。制度として負担重量をいくらか減免する措置があっても、その半年の遅れは、大きなハンデだった。それでもキンシャサノキセキは、2歳の秋には、古馬と併せ馬をしても先着するなど、身体能力の高さでそのハンデを克服していた。キンシャサノキセキは、美浦トレーニングセンターの調教師堀宣行に託された。

## 競走馬時代

### 2-4歳（2005-2007年）
2歳となった2005年12月、芝1600メートルの新馬戦でのデビューを目指したが除外され、12月3日の中山競馬場の新馬戦（芝1200メートル）でのデビューとなる。ホッカイドウ競馬所属の五十嵐冬樹が騎乗、北半球産と対しても引けを取らず1番人気となっていた。好スタートから中団を追走して直線で抜け出し、後方に1馬身4分の1差をつけて初勝利を挙げた。
年をまたいで3歳となった2006年となった初戦は1月5日、距離を本来のマイルにしたジュニアカップ（OP）だった。柴山雄一が騎乗して参戦し、アドマイヤカリブやブラックバースピンらと対して5番人気だった。大外枠からスタートして出遅れて、後方を追走した。ハイペースで逃げるアドマイヤカリブを直線を使って迫り、寸前で並び立って決勝線をほとんど同時に通過。キンシャサノキセキがハナ差ばかり差し切り、連勝でオープンクラスの仲間入りを果たした。
そして2月25日、アーリントンカップ（GIII）で重賞初参戦、ステキシンスケクンや重賞2着のイースターを上回る1番人気に支持された。しかしスタートで他の馬に接触、2コーナーで外々を回らされる不利が重なり、スムーズに行かなかった。ステキシンスケクンに敗れる6着、初めての敗戦となった。続いて4月2日、マーガレットステークス（OP）に武豊と参戦し1番人気に推されたが、4着に敗れた。

5月7日、安藤勝己に乗り替わり、NHKマイルカップ（GI）でGIに初めて挑戦する。朝日杯フューチュリティステークス優勝のフサイチリシャールやニュージーランドトロフィー優勝のマイネルスケルツィ、その他ロジックやステキシンスケクンとの対決となる中、単勝オッズ14.8倍の6番人気という支持だった。
スタートから中団を追走し、直線では外から進出。フサイチリシャールを上回る末脚を見せて、先頭を得た。しかし内側からロジックとファイングレインが迫り来て、先頭をその2頭に譲った。安藤によれば「1頭になったらふわったとしてしまった」ために失速、それらに約1馬身半及ばず3着となった。
夏休みを過ごした後、秋は10月7日のアイルランドトロフィー（1600万円以下）で始動。初戦は4着となるも、続く11月5日の桂川ステークス（1600万円以下）では、中団追走から直線で抜け出して千切っていた。後方に3馬身差をつけて3勝目、騎乗した安藤が「追っていたらレコード勝ちだった」と語るほどの手応えでの勝利だった。オープンクラスに再昇級した後は、11月19日のマイルチャンピオンシップ（GI）で古馬の一線級と相対し、5番人気の支持で5着。古馬のダイワメジャーやダンスインザムードには敵わなかった。
年をまたいで古馬となった2007年は、1月5日の京都金杯（GIII）で始動し1番人気に推されたが、直線で伸びず6着。続いて2月25日、阪急杯（GIII）でも1番人気に推されたが、再び人気を裏切る4着だった。この後は、軽い挫石が確認されたため、山元で休養。4月29日、谷川岳ステークス（OP）で復帰。藤田伸二が騎乗し1番人気に推され、好位を追走して直線で抜け出した。ペールギュントに4分の3馬身差をつけて4勝目を挙げた。
休養を挟んで秋は、9月9日のセントウルステークス（GII）で始動し1番人気で参戦した。中団追走から直線で追い上げたが、逃げる11番人気サンアディユが既にセーフティリードを築いていた。それに5馬身千切られて敗れ、さらにカノヤザクラにクビ差ばかり先着を許す3着だった。続いて11月23日には、マイルに戻してキャピタルステークス（OP）に、1番人気をエアシェイディに譲る2番人気で参戦。スタートから好位の外側を追走し、直線で抜け出していた。後方待機のエアシェイディに接近を許したが、4分の3馬身先に決勝線に到達。5勝目、オープン競走3勝目を挙げた。

### 5歳（2008年）

#### スプリント転向
1月5日、前年同様に京都金杯で始動し、アドマイヤオーラに次ぐ2番人気だった。2番手を追走していたが、第3コーナーで掛かって進出してしまい、直線では後退して10着。続いて3月2日の阪急杯は、2番人気で臨んだが、ローレルゲレイロに逃げ切りを許す6位入線、マルカフェニックスの降着により、繰り上がり5着だった。

ここまで陣営は、自発的に1200メートル戦には出走させておらず、あくまでマイルでの出世を目指していた。しかし京都金杯の敗退が呼び水となり、また1200メートル戦だった新馬戦の勝利が後押しとなってスプリントへの本格転向が断行される。次なる出走が春のスプリントGIである高松宮記念に決定。レースの性質の異なるスプリント戦への転向について、堀は後にこのように語っている。
しかし転向1週間前、再び挫石に見舞われた。このため特殊な蹄鉄を身に着けて対処し、調整が遅れた分は、坂路を使い、どうにか仕上げていた。そして3月30日、高松宮記念（GI）に岩田康誠と参戦する。転向初戦は急造で、万全とは言えない状態での参戦だった。それでも、9.3倍の5番人気の支持であり、前年優勝馬のスズカフェニックス、連勝中のローレルゲレイロ、マイルチャンピオンシップ2着のスーパーホーネット、連勝中の同期ファイングレインと同じオッズ一桁台に加わっていた。
スタートから先行して好位を確保、先導するローレルゲレイロに追走した。最終コーナー手前でローレルゲレイロが垂れ、代わってフサイチリシャールが台頭しており、直線では好位から末脚を使ってフサイチリシャールを追いかける形となった。やがてフサイチリシャールが失速すると、残り100メートルで先頭奪取。内で盛り返すローレルゲレイロや、外から追い上げるスズカフェニックスを寄せ付けないままにゴール手前まで先頭を守っていた。
しかしキンシャサノキセキの背後にいたファイングレインだけに接近を許した。ファイングレインの末脚鋭く、ゴール直前で並ばれていた。ほとんど同時に決勝線に到達したが、寸前でファイングレインに差し切りを許した2着となる。不調ながら臨んだ転向初戦で、GIタイトルにクビ差まで近づいていた。

#### サマースプリントシリーズ
この後は再び挫石が見られたために、再び放牧を挟み、7月6日の函館スプリントステークス（GIII）で再始動した。ウエスタンビーナスやゴスホークケン、キングストレイルを相手に1.8倍の1番人気に推されていた。スタートから先行し、好位の3番手を確保。ウエスタンビーナスとゴスホークケンによるハナ争いが起こり、先行馬に不利なハイペースとなっていた。直線では、ペースに従って逃げる2頭は後退していたが、キンシャサノキセキには余力が十分にあった。そして2頭をかわして先頭に立ち、独走となっていた。
ただし半ばを過ぎてから、後方より追い上げるトウショウカレッジに接近を許した。NHKマイルカップのときと同じように、1頭抜け出した途端に集中して走らない悪癖を披露していたためであり、ゴール寸前でリードを失い、並んで決勝線に到達していた。ところが今回は、岩田が強くキンシャサノキセキを締めて、最後まで持たせて、先頭を守り切っていた。クビ差だけ先着を果たす。10戦目の挑戦で重賞初勝利を挙げていた。2002年サニングデール以来となる牡馬による優勝だった。また走破タイム1分8秒4は、2000年タイキトレジャーを0.3秒上回り、レースレコードを樹立していた。
再び山元での放牧を挟んで函館に帰厩し、8月31日のキーンランドカップ（GIII）に2.0倍の1番人気で参戦する。1枠2番から中団内側を追走し、直線で逃げる3番人気ビービーガルダン、16番人気タニノマティーニを追い詰めた。しかし2頭をかわすだけの進路を見出せなかった。コースレコードでの決着の中で3着だった。
| 順位 | 馬名               | 函館SS    | アイビスSD | 北九州記念 | キーンLC | セントウルS | ポイント |
| ---- | ------------------ | --------- | ---------- | ---------- | -------- | ----------- | -------- |
| 1    | カノヤザクラ       | -         | 1着(10pt)  | -          | -        | 1着(12pt)   | 22       |
| 2    | キンシャサノキセキ | 1着(10pt) | -          | -          | 3着(4pt) | -           | 14       |
| 3    | シンボリグラン     | 7着(1pt)  | 2着(5pt)   | -          | 6着(1pt) | 2着(6pt)    | 13       |

夏季は2戦して1着と3着となり、この時点でサマースプリントシリーズの首位となっていた。ところが参戦を見送った最終戦のセントウルステークスで、アイビスサマーダッシュ優勝馬のカノヤザクラが優勝。シリーズ2勝目を挙げたことで逆転されて、サマースプリントシリーズ優勝はならなかった。

#### スプリンターズステークス

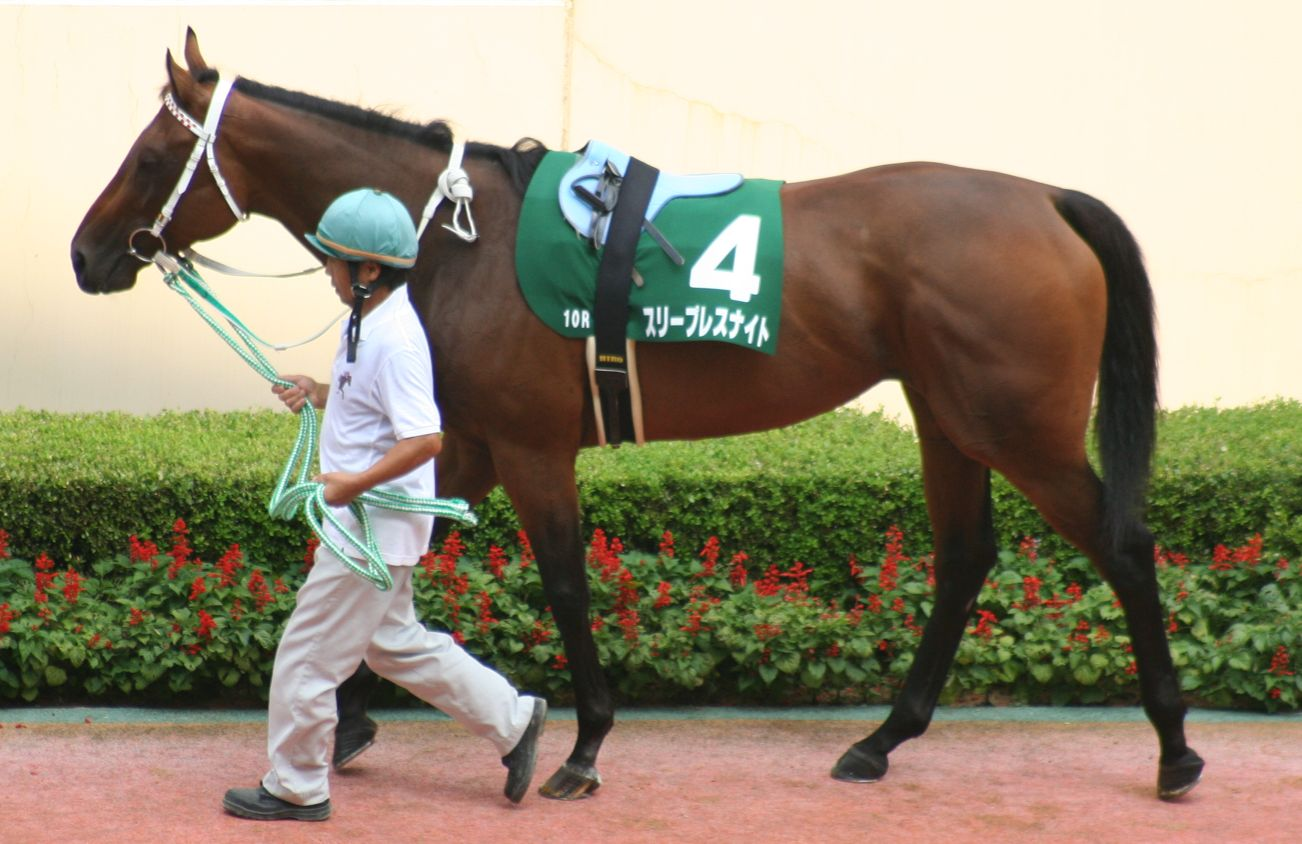
スリープレスナイト

続いて10月5日、スプリンターズステークス（GI）で再びGIに挑戦、GI優勝馬のスズカフェニックスやファイングレインとの再戦の場になる。ただし最も推されていたのは新興勢力、1歳年下のGI初挑戦スリープレスナイトだった。ダートの短距離で出世し、芝転向初戦となった6月のCBC賞で重賞勝利、そして夏の北九州記念も制して重賞連勝。ダートを含めればオープン競走4連勝中で単勝オッズ2.4倍という支持だった。対するキンシャサノキセキは、既存勢力では筆頭に推されて、5.9倍の2番人気だった。以下、ファイングレイン、スズカフェニックス、カノヤザクラ、ビービーガルダンが続いていた。
8枠15番からスタート、隣の14番から好スタートしたスリープレスナイトの背後を追走する7番手だった。最終コーナーにかけてウエスタンビーナスやビービーガルダン、アポロドルチェなど先行勢に、スリープレスナイトが捉え、後れてキンシャサノキセキも捉えた。直線ではスリープレスナイトを目指し、末脚を用いて接近を試みていた。しかしスリープレスナイトも末脚を繰り出すと、たちまち突き放されて独走を許した。
終いにはかわした先行勢の盛り返しを受けて、先行勢と並んでの決勝線通過となる。スリープレスナイトに1馬身以上後れを取って敗退し、再びGIタイトルを逃した。ただ内で粘ったビービーガルダンにクビ差だけ先着し、春に続くスプリントGI2着となっていた。夏からの連戦をこなしたキンシャサノキセキは、疲労が溜まっており、この後は半年弱の休養となった。

### 6歳（2009年）

#### 不振

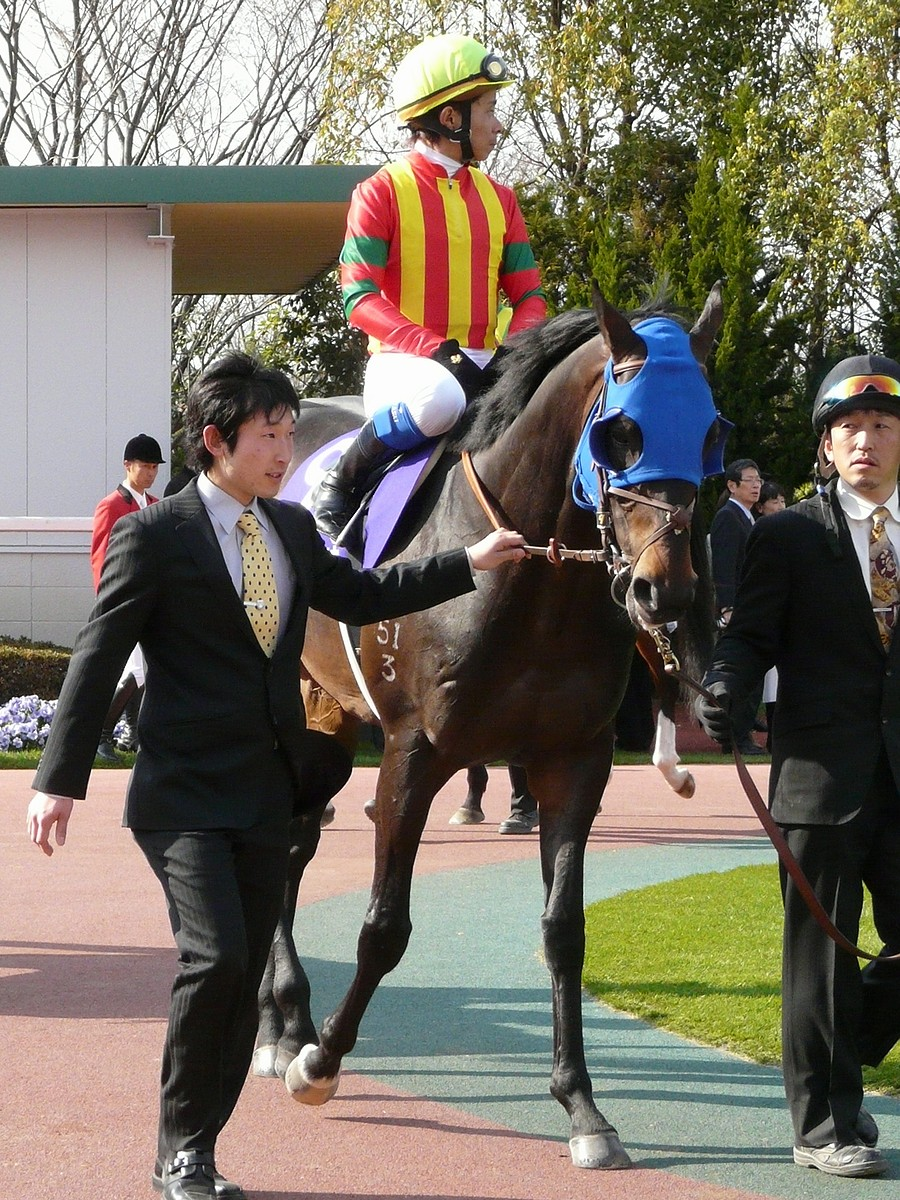
2009年高松宮記念

春は前年2着の高松宮記念を目標に、3月7日のオーシャンステークス（GIII）で始動。1番人気に推されたが、直線で伸びず10着、1200メートル戦で初めて複勝圏を外れる大敗だった。そして本番の3月29日、高松宮記念は、5番人気の支持。再び直線での伸びに賭けたが、叶わず再び10着だった。

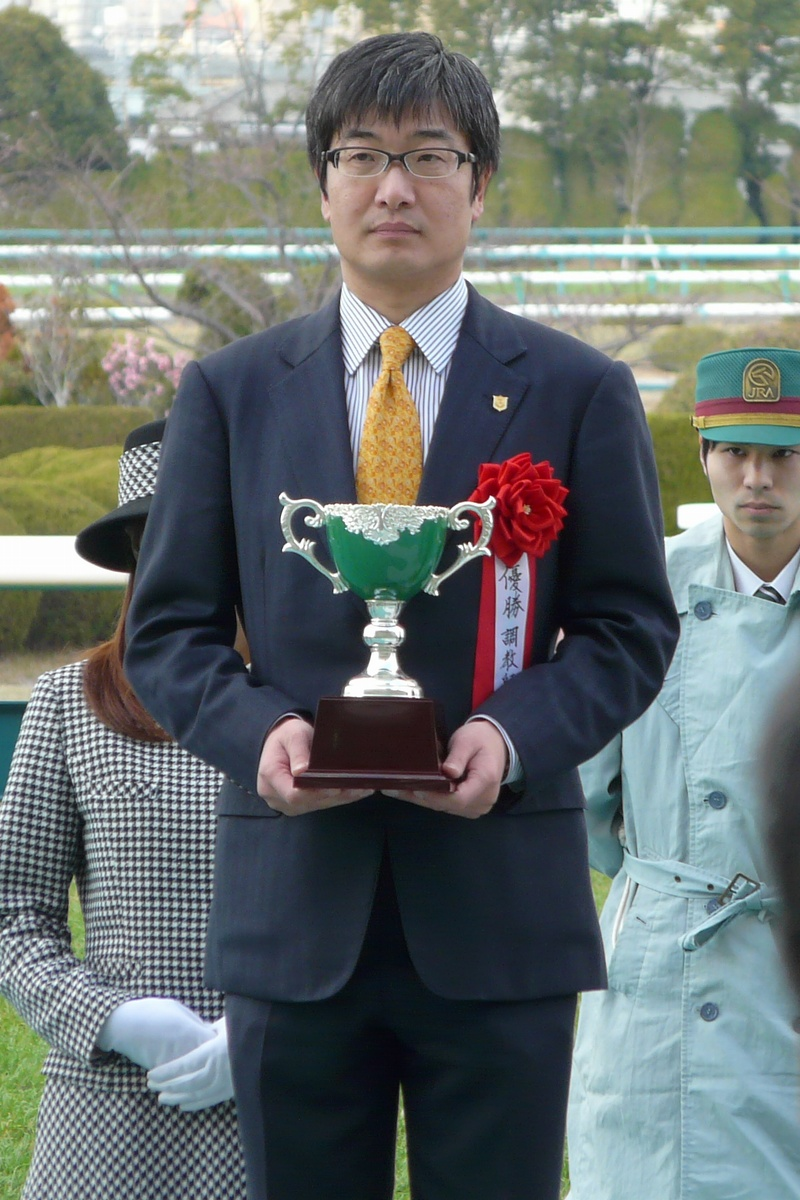
堀宣行

この連続大敗は、堀によれば前年の反動だったと振り返っている。前年は不調にもかかわらず送り出した高松宮記念で2着の後、函館スプリントステークスでは高松宮記念よりかはいくらか良い状態に仕上げて優勝していた。続いて使ったキーンランドカップ、スプリンターズステークスでは、堀はキンシャサノキセキにさらに負荷がかかるように調教を施していた。しかし状態は悪化する一方となり、函館スプリントステークスの状態には及ばなかった。結果的に函館スプリントステークスがキンシャサノキセキの状態の「ピーク」だった。しかしそれを人間が認識することができず、さらなる調教を課してしまっていた。オーバーワークに応えてしまったキンシャサノキセキの体調は、悪化していた。前年秋こそ3着、2着と結果で応えることができたが、この年の春には、限界を迎えていた。堀によればキンシャサノキセキを「どん底の状態」にまでしてしまったという。

この後は、山元で長期休養となる。デビュー前の育成段階にキンシャサノキセキに関わったスタッフらが再び結集し、立て直しに尽力した。ウォーキングマシンだけの運動に1か月、ダクやキャンターにも慎重に行うなど、時間をかけてキンシャサノキセキを癒していった。ただし「どん底」から脱却したとしても、体はダメージの影響がついて回ることになった。後に堀は「本当ならば、今ごろは体が完成して、調教も加減せずにビシビシやれていたはずなんです。それができない馬を作ってしまった（後略）」と回顧している。そのために今後の調教は、いくらかの加減が必須になった。
そして10月4日、スプリンターズステークスで約半年ぶりの復帰となった。継続騎乗の岩田に代わり、三浦皇成と共に臨み、4番人気となり、きちんと復調して戦線に戻ってきたつもりだった。しかしデビュー以来最低着順の12着となる。ただし敗因は、これまでの状態面ではなく、レース中の不利によるものであり、将来を悲観するものではなかった。第3コーナーで後ろの馬が接触されて、以降正しく走れなかっただけだった。

#### 復調
続いて10月31日、スワンステークス（GII）で距離を伸ばして、1400メートル戦に臨む。大敗が続いていたが、短期免許で参戦中のヨーロッパのトップジョッキーであるクリストフ・スミヨンを確保。歳を重ねるにつれて気性が厳しくなったために陣営は、宥めるのが上手い騎手を起用したうえに、右側だけを覆うブリンカーやリング状のハミに、鼻革を用意するなど、馬装にもぬかりない対策を施して、キンシャサノキセキの復調を待っていた。年下のプレミアムボックス、岩田のトレノジュビリー、マルカフェニックスに次ぐ4番人気という立場だった。
スタートから好位を確保、マイネルレーニアが引っ張る平均ペースを追走した。直線で進出し、先行するアーリーロブストに内から並びかけた。アーリーロブストには抵抗され2頭横並びの競り合いが続いたが、終いでクビ差だけ抜きん出て、先に決勝線へ到達。1年4か月ぶりの勝利、重賞2勝目を挙げて復調証明を果たしていた。またスミヨンには、JRA重賞初制覇をもたらしている。

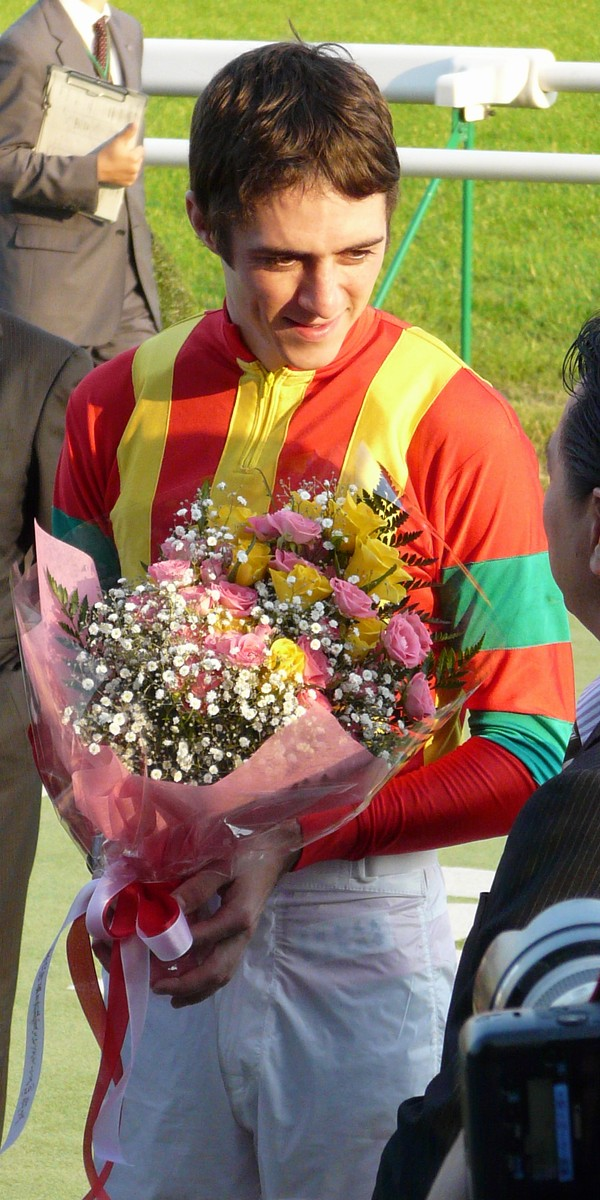
クリストフ・スミヨン

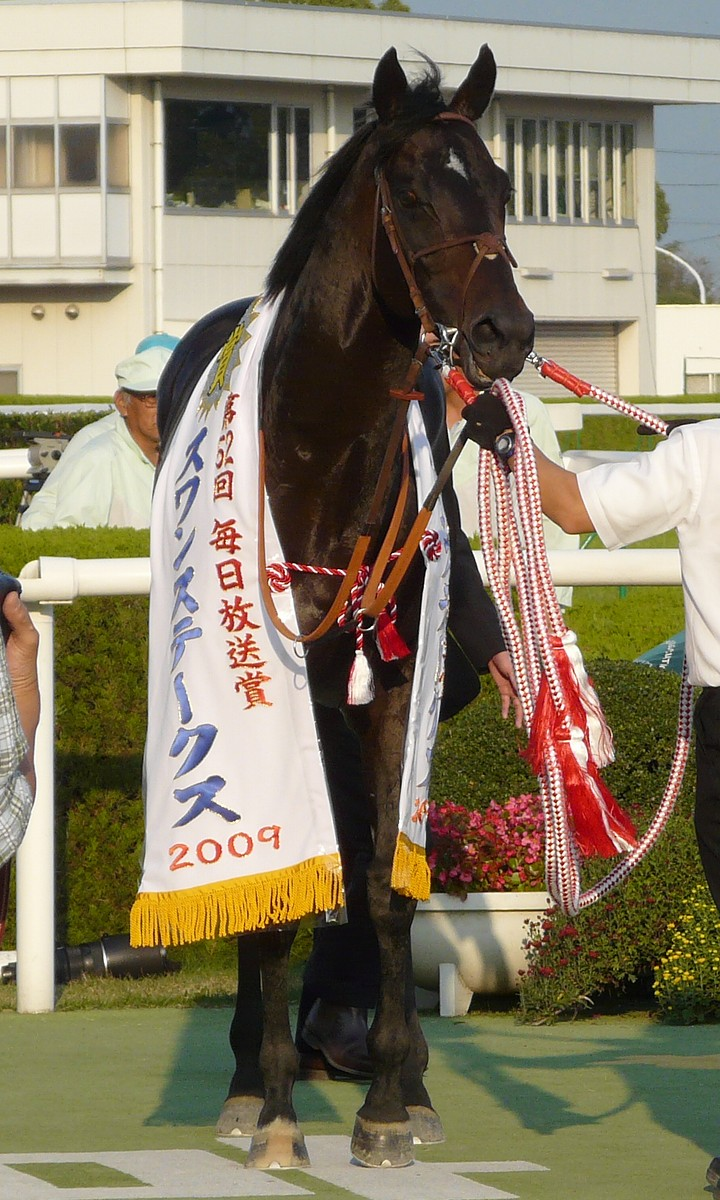
2009年スワンステークス

続いて12月20日、再び1400メートル戦となる阪神カップ（GII）に、短期免許で参戦中のミルコ・デムーロを起用して参戦。マルカフェニックスや3歳のワンカラットを相手に1番人気を取り戻している。しかしオッズは4.7倍だった。1枠2番を得てゲートが開いたが、キンシャサノキセキは出遅れてしまい、いつもの好位ではなく、最後方追走を強いられた。

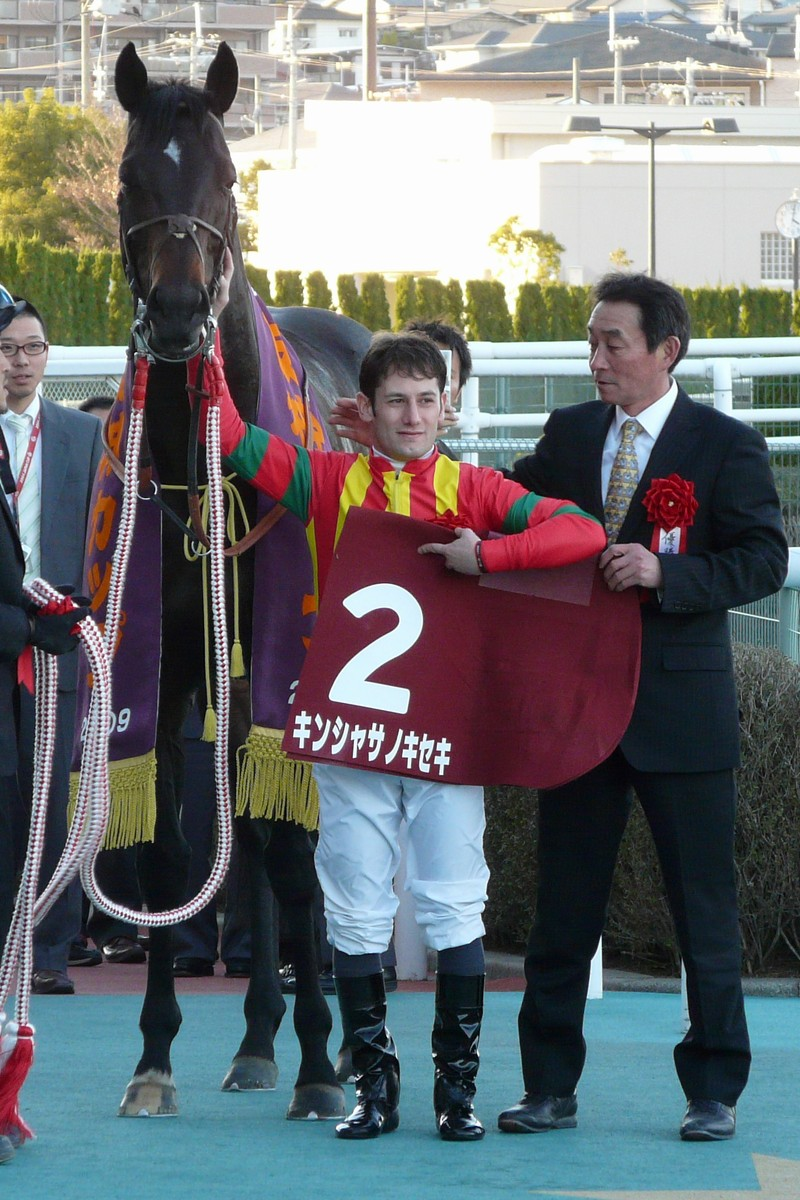
2009年阪神カップ

しかし第3コーナーを16番手で通過した後、ワンターンの間に大外をまくるように進出し、最終コーナーを先行勢を見据える11番手で通過。直線でスパートすると、さらに加速し、垂れる先行勢をすべて吸収して先頭に立った。後れてサンカルロとプレミアムボックスが追い上げてきたものの、それらよりも1馬身先に入着。重賞連勝、重賞3勝目を挙げた。走破タイム1分20秒4は、2006年フサイチリシャール並びに2007年スズカフェニックスを上回る阪神カップレコードであり、関東馬として初めて阪神カップを優勝した。完全に復調を果たしたキンシャサノキセキは、春の目標を翌年の高松宮記念に定めて、再び山元での休養となった。

### 7歳（2010年）

#### オーシャンステークス
目標の高松宮記念を見据え、前年と同様に3月6日のオーシャンステークスで始動する。新たに四位洋文を鞍上に迎えていた。前々々年優勝のアイルラヴァゲイン、前々年優勝のプレミアムボックス、前年優勝のアーバニティが一堂に会する中で、シルクロードステークス2着から臨むショウナンカザンが1番人気となり、それに次ぐ2番人気、4.2倍となる。当日は雨が降る重馬場となっており、良馬場向きの走り方で道悪が不得手のキンシャサノキセキには、試練となっていた。
2枠3番という内枠からのスタートの後、控えて後方の内側を追走した。外側に持ち出してから追うのではなく、内側に拘ってワンターン。経済コースでコーナーワークを利して、最終コーナーを5番手で通過した。直線では、前を行く馬らが立ちはだかり、しばらく伸びあぐねたが、進路を見出すと末脚を発揮した。馬群を割って進出し、先に抜け出したエーシンエフダンズを差し切り、ゴール手前で先頭を奪取し決勝線に到達した。クビ差をつけて重賞3連勝、重賞4勝目を挙げていた。

#### 高松宮記念
そして3月28日、3年連続3回目の高松宮記念を迎えた。前年の春秋スプリントGI連勝を果たしたローレルゲレイロは、ドバイミーティングに挑戦して不在だった。またそのローレルゲレイロを下した香港のスプリンター・セイクリッドキングダム、同じく香港のウルトラファンタジーの参戦が予定されていたが、セイクリッドキングダムが疝痛のために出国を断念したため、揃って出走しなかった。このため信頼できる本命候補が挙って不在の混戦模様となっていた。そんな中で重賞3連勝中のキンシャサノキセキが最も信頼されたが、単勝オッズは3.7倍だった。以下、シルクロードステークス優勝のアルティマトゥーレ、阪急杯優勝のエーシンフォワード、阪神カップ2着同着のサンカルロとプレミアムボックス、前年秋のスプリンターズステークス2着のビービーガルダンなどと続いていた。中京競馬場は翌年にコース改修を控えており、小回りコースで行う最後の高松宮記念だった。
出遅れずにスタートし、先行集団に加わった。セブンシークイーンが刻むハイペースを、中団ないし好位の背後で追走し、短い直線に備えていた。最終コーナーまでその位置で留まり、短い直線に差し掛かってからスパート。先行するヘッドライナーの外側から進出して、先頭を奪取していた。しかしハイペースでは、先行からの抜け出しよりも、後方待機からの追い上げが有利となっていた。おまけにキンシャサノキセキは、これまで大一番でタイトルを逃したように、抜け出すと勢いが減衰する悪癖があり、相手はもちろん自分自身とも対峙しなければならなかった。
伸びあぐねているうちに、内からアルティマトゥーレ、背後からサンカルロ、外からビービーガルダン、大外からエーシンフォワードに接近を許す。特にビービーガルダンには並ばれて、終いには競り合いとなるまでに追い詰められた。しかしキンシャサノキセキは粘りを見せて応戦、先頭をたやすく譲らなかった。横並びのままでほとんど同時に決勝線まで到達。優劣は写真判定に委ねられて、キンシャサノキセキの到達がハナの差だけ早かったことが判明する。史上初めてとなるハナの差での高松宮記念戴冠を果たした。

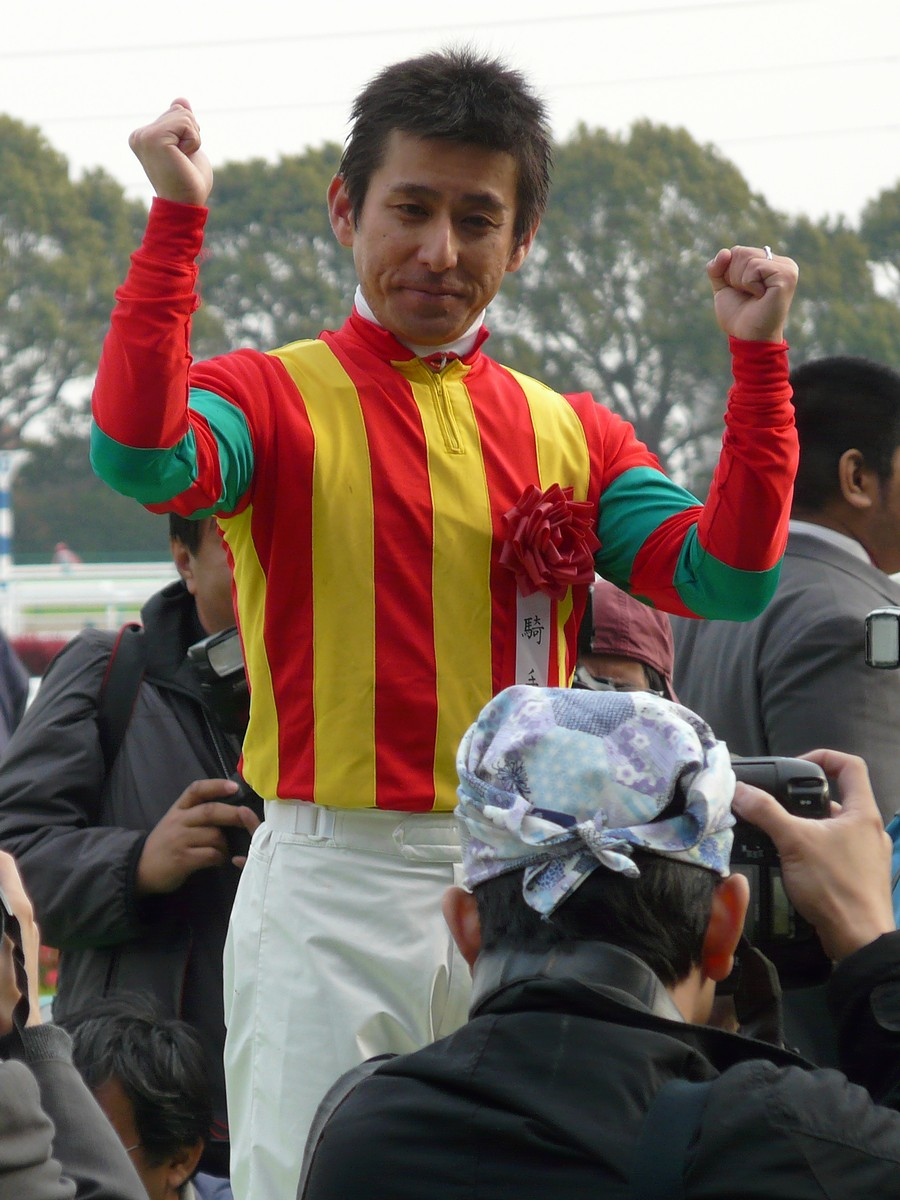
四位洋文

重賞5勝目、重賞4連勝でGI戴冠を成し遂げた。史上初めてとなる南半球で生産された外国産馬によるJRAGI優勝を果たした。また40回目にして史上初めてとなる7歳以上による高松宮記念優勝。1956年天皇賞（秋）を優勝したミッドファーム以来となるオーストラリアで生産された日本調教馬によるGI級競走優勝。それから1997年シンコウキング、1998年シンコウフォレストに続き史上3例目となる外国産馬による高松宮記念優勝を成し遂げていた。加えて2008年阪神ジュベナイルフィリーズから、翌2009年のチューリップ賞、桜花賞、優駿牝馬（オークス）までを連勝したブエナビスタ以来となる重賞4連勝を達成。2001年トロットスター以来9年ぶりとなる重賞連勝での戴冠、2002年ショウナンカンプ以来8年ぶりとなる関東馬による戴冠だった。
また、四位には1998年シンコウフォレスト以来となる高松宮記念2勝目を、堀にはGI初勝利をもたらしていた。四位は「中京の直線はすごい短いんですけど、きょうはすごく長く感じた」と回顧している。この後は、安田記念参戦の選択肢もあったが、回復に手間取り断念。山元で早めの夏休みに入り、秋に備えた。

#### スプリンターズステークス
秋はスプリンターズステークスを目標とし、9月12日のセントウルステークスで始動するつもりだった。しかし開催地に到着した直後に疝痛を発症し、出走取消となった。疝痛自体は程度の軽いもので直に収まり、続いて10月3日のスプリンターズステークスにぶっつけ参戦となった。春は不在だったローレルゲレイロ、そして香港のウルトラファンタジーが参戦。さらに香港から新たにグリーンバーディーも臨んでいた。グリーンバーディーが1番人気となり、ワンカラットを挟んだ3番人気がキンシャサノキセキだった。
スタートから10番人気ウルトラファンタジーが逃げる一方で、中団を追走。大外に持ち出してから直線で末脚を発揮して、ウルトラファンタジーを追い詰めたが、1馬身4分の1以上及ばず、春秋スプリントGI制覇は果たせなかった。さらに内から伸びたダッシャーゴーゴーにも終いでかわされ、3位で決勝線に到達。ダッシャーゴーゴーは、ウルトラファンタジーに限りなく接近したが、ハナ差及ばず逃げ切りを許す2位となっていた。しかし2位3位は、到達順通り2着3着とはならなかった。
審議となり、ダッシャーゴーゴーが斜行して4位サンカルロの妨害が認められて、4着降着となる。したがって繰り上がりが発生し、3位のキンシャサノキセキは、2着を得ていた。前々年に続いて2度目のスプリンターズステークス2着となった。四位は、前哨戦の出走取消を悔やんでいる。続く11月21日には、マイルチャンピオンシップに臨み、2年10か月ぶりとなるマイル参戦となった。3番人気に支持されたが、伸びず13着だった。

そして12月18日、阪神カップに参戦する。四位ではなく、短期免許で参戦中のスミヨンが再登板となった。3歳馬ゴールスキーが最有力視され、前年優勝馬は、3.9倍の2番人気だった。出遅れず好位を確保し、4番手で最終コーナーを通過。直線では、逃げる5番人気レッドスパーダに外側から迫り、ゴール寸前でわずかに差し切る。クビ差かわしたところが決勝線だった。

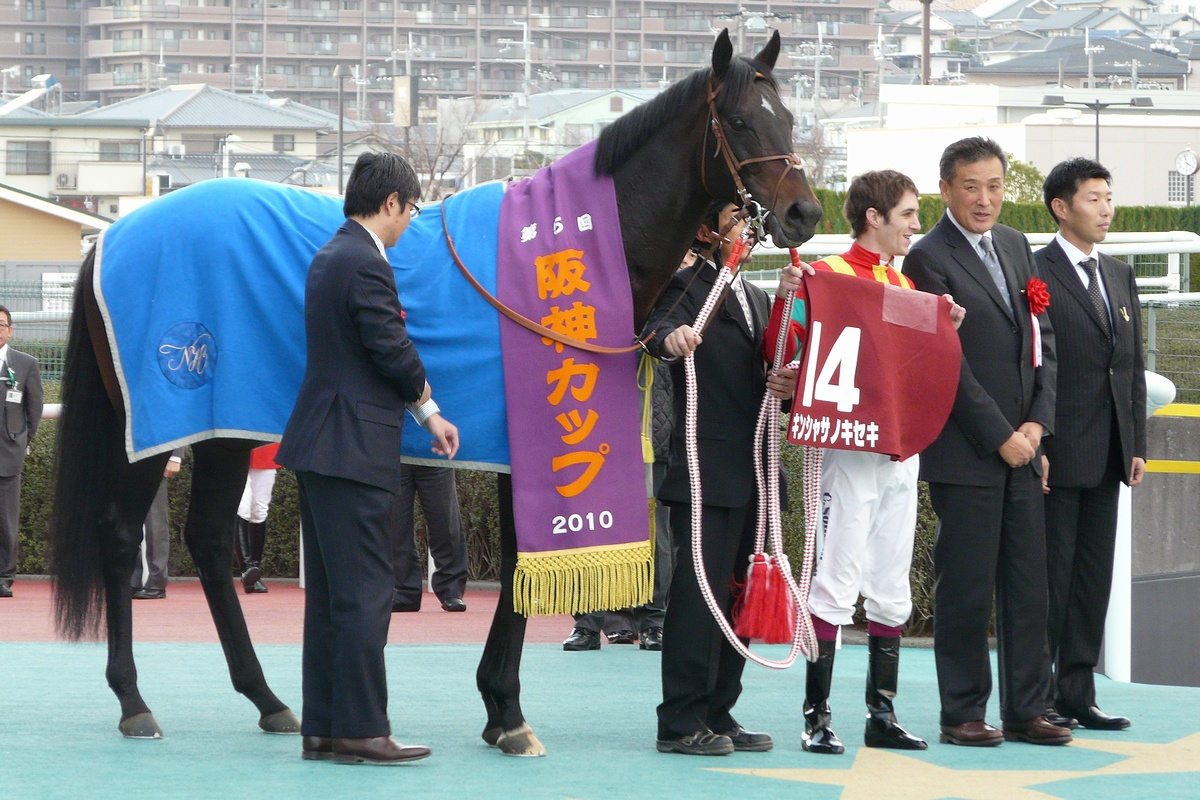
2010年阪神カップ

史上初めてとなる阪神カップ連覇を成し遂げている。また1分20秒3は、前年の自分自身を上回り、レースレコードを樹立。重賞3勝、GI優勝2着1回という成績を残したこの年のJRA賞では、全285票中257票を得て最優秀短距離馬を受賞。最優秀4歳以上牡馬でも票こそ得ているが、こちらは受賞できなかった。

### 8歳（2011年）

#### 高松宮記念
この年も現役を続行し、前年と同様に、3月5日のオーシャンステークスで始動する。堀はこの一戦から、もう一段階の強化を促すために、早めに抜け出した際に気が緩む悪癖が出ないように、馬具チークピーシズを装着させている。また例によって短期免許で参戦中のウンベルト・リスポリを新たに起用。ダッシャーゴーゴーやレッドスパーダとの再戦となった。スタートから後方を追走し、直線で外から追い上げ、先行するレッドスパーダとダッシャーゴーゴーに迫った。このうちレッドスパーダを寸前で差し切ったものの、ダッシャーゴーゴーには4分の3馬身及ばなかった。押し切りを許して2着となった。

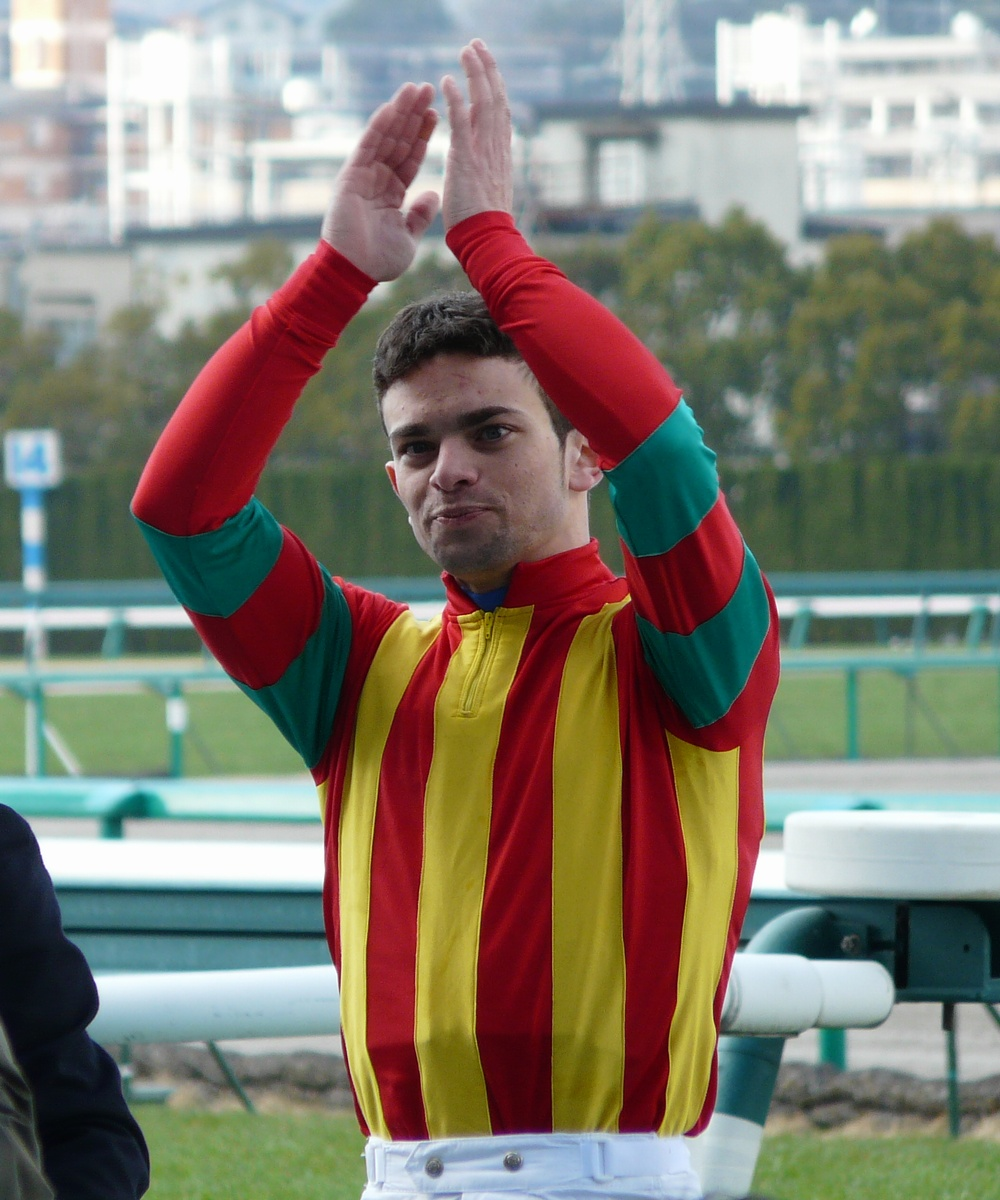
ウンベルト・リスポリ

そして3月27日、本番の高松宮記念に臨む。レース史上最多タイとなる4回目の参戦だった。中京競馬場が改修中のために18年ぶりとなる代替で行われ、阪神競馬場で開催された。リスポリが続投、効果のあったチークピーシズの装着も継続。そして新たに、騎手が制御しやすく矯正する馬具の鼻革も装着していた。単勝オッズ4.5倍の3番人気、連勝中のNHKマイルカップ優勝馬ジョーカプチーノ、ダッシャーゴーゴーに次いで推されていた。以下、サンカルロ、レッドスパーダ、エーシンフォワード、ワンカラットと続いていた。
2枠4番から正しくスタートして先行、すぐ外にジョーカプチーノを置く好位を追走した。第3コーナーに差し掛かると、外枠からスタートし同じく先行するダッシャーゴーゴーが、キンシャサノキセキとジョーカプチーノの眼前で斜行し、強引にポジションを確保する動きに出ていた。その斜行により、キンシャサノキセキとジョーカプチーノは前に割り込まれて、2番手を奪われる。それに留まらず、ジョーカプチーノは進路を失って大ブレーキ、挽回不能で敗退を決定づける致命的な不利を受けていた。
そのすぐ内側にいたキンシャサノキセキも、ジョーカプチーノほど甚大ではなくとも、ダッシャーゴーゴーにぶつけられてブレーキを余儀なくされた。突然にブレーキをすることは、折り合いを欠くことに繋がり、激しい気性が災いして敗戦を積み重ねたキンシャサノキセキにとっては、深刻な不利であった。しかしこの日のキンシャサノキセキは落ち着いており、その不利を克服することができた。リスポリが宥めればすぐに折り合いがついていた。
逃げるヘッドライナー、2番手ダッシャーゴーゴーが刻む平均ペースを追走しながらワンターン、最終コーナーで先頭まで奪取したダッシャーゴーゴーの背後から進出した。直線ではダッシャーゴーゴー目がけてスパートして詰め寄り、並び立って競り合いに持ち込んだ。そして残り100メートル地点でダッシャーゴーゴーを下して独走となった。終いにはサンカルロとアーバニティ、ビービーガルダンが追い込んできたが、先頭を脅かされなかった。それらに1馬身4分の1差をつけ、先頭を守って決勝線を通過していた。
史上初めてとなる高松宮記念連覇を成し遂げる。しかも左回りの小回り、スタート直後にしばらく経ってからワンターンをする中京と、右回りの大回り、スタート直後にすぐにワンターンを強いられる阪神という、異なる性質の競馬場で行われるチャンピオン決定戦での連覇だった。「連覇のハードルが、常より『難易度が高かった』」（石田敏徳）にもかかわらず、それをキンシャサノキセキは成し遂げていた。
また1993年からスプリンターズステークスを連覇したサクラバクシンオー以来となるスプリントGI連覇であった。そしてサクラバクシンオー、フラワーパーク、トロットスター、ビリーヴ、ローレルゲレイロに続いて史上6頭目となる芝スプリントGI2勝を果たしていた。加えて前年、7歳の自身が樹立した最年長高松宮記念優勝記録をさらに更新。2009年天皇賞（秋）並びにマイルチャンピオンシップ優勝のカンパニー、2010年スプリンターズステークス優勝のウルトラファンタジーに並ぶ最年長JRA平地GI優勝記録、史上3例目となる8歳でのJRAGI優勝を成し遂げていた。それからJRA賞最優秀短距離馬を受賞した直後の高松宮記念は、これまで6頭が参戦しいずれも敗れていたが、7頭目にして史上初めて優勝していた。

また東日本大震災発生直後、初めて行われたJRAGI競走であった。キンシャサノキセキが利用した茨城県の美浦トレーニングセンターや宮城県の山元トレーニングセンターも被害を受けており、それらに吉報を届けている。また2着サンカルロ、3着アーバニティは同じく美浦所属であり、関東馬が上位を独占する結果となっていた。さらにリスポリは、震災の後、外国に退避することなく、留まってJRAGI初優勝、キャリアで初めてとなるGI初優勝を成し遂げている。リスポリは「自分自身も地震に恐怖を感じ帰国も考えた。でも、温かい声援で迎え入れてくれた日本のファンに、もっと自分の活躍を見せたい、何かお礼がしたいと思った。日本に残って良かった」と回顧している。

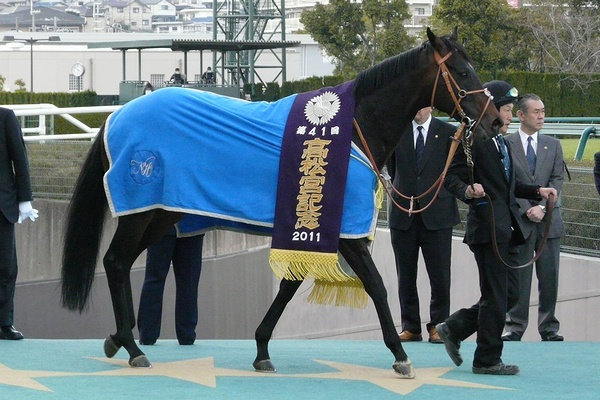
2011年高松宮記念

この後は、秋のスプリンターズステークス参戦や外国遠征も考えられていたが、翌3月28日に競走馬引退が決定する。「電撃引退」と報じられて世間に広まっていた。引退の理由は、故障などのアクシデントではなく、種牡馬としての期待が大きかったためであった。この頃は、父フジキセキが種付けを休止するなどしており、キンシャサノキセキには、その後継種牡馬を担う役割が期待されていた。そのため1シーズンでも早い供用が求められていた。高松宮記念の連覇は、自身の種牡馬としての価値を高めると同時に、陣営に引退を前倒しさせる一つの要因にもなっていた。父フジキセキと同様に、種付けシーズン途中での種牡馬入りとなった。3月30日付で日本中央競馬会の競走馬登録を抹消、競走馬引退となった。この年のJRA賞では、最優秀短距離馬部門で票を得ているが、3票に留まり、受賞には至らなかった。

## 種牡馬時代
競走馬引退後は、北海道安平町の社台スタリオンステーションに繋養され、引退直後から種牡馬として供用された。シーズン中での供用開始にもかかわらず、初年度は154頭の繁殖牝馬を集めていた。その後も人気は衰えることなく、10年目の2020年まで毎年100頭以上の相手をし続けた。翌2021年に半減して46頭、そして2022年はプライベート供用の13頭に種付けしたのを最後に、種牡馬を引退した。種牡馬引退後は功労馬となり。ノーザンホースパークに移動。2025年より功労馬繋養支援事業の助成対象馬となり、同地で繋養されている。
産駒は、2014年から日本競馬で出走しており、多数の重賞優勝を果たしている。2023年時点で、GI級競走優勝産駒はいないが、2016年の朝日杯フューチュリティステークスではモンドキャンノ（母父:サクラバクシンオー）が、サトノアレスに次ぐ2着。2020年の皐月賞ではガロアクリーク（母父:キングマンボ）が、コントレイルやサリオスに次ぐ3着。2021年のJBCレディスクラシックではリネンファッション（母父:パラダイスクリーク）が、テオレーマやマドラスチェックに次ぐ3着となっている。

## 競走成績
以下の内容は、netkeiba.comおよびJBISサーチ、『優駿』に基づく。
| 競走日     | 競馬場 | 競走名          | 格       | 距離（馬場）  | 頭 数 | 枠 番 | 馬 番 | オッズ （人気） | オッズ （人気） | 着順     | タイム （上がり3F） | 着差     | 騎手       | 斤量 [kg] | 1着馬（2着馬）                        | 馬体重 [kg] |
| ---------- | ------ | --------------- | -------- | ------------- | ----- | ----- | ----- | --------------- | --------------- | -------- | ------------------- | -------- | ---------- | --------- | ------------------------------------- | ----------- |
| 2005.12.03 | 中山   | 2歳新馬         |          | 芝1200m（良） | 12    | 5     | 5     | 01.8            | （1人）         | 01着     | 1:11.7（34.7）      | -0.4     | 五十嵐冬樹 | 52        | （ヤクモキャット）                    | 470         |
| 2006.01.05 | 中山   | ジュニアC       | OP       | 芝1600m（良） | 12    | 8     | 12    | 06.1            | （5人）         | 01着     | 1:33.6（34.3）      | -0.0     | 柴山雄一   | 54        | （アドマイヤカリブ）                  | 466         |
| 0000.02.25 | 阪神   | アーリントンC   | GIII     | 芝1600m（良） | 15    | 8     | 14    | 02.5            | （1人）         | 06着     | 1:35.8（35.9）      | -1.1     | 柴山雄一   | 54        | ステキシンスケクン                    | 466         |
| 0000.04.02 | 阪神   | マーガレットS   | OP       | 芝1400m（重） | 11    | 4     | 4     | 01.5            | （1人）         | 04着     | 1:26.6（39.1）      | -0.5     | 武豊       | 55        | エムエスワールド                      | 464         |
| 0000.05.07 | 東京   | NHKマイルC      | GI       | 芝1600m（良） | 18    | 7     | 15    | 14.8            | （6人）         | 03着     | 1:33.4（35.3）      | -0.2     | 安藤勝己   | 55        | ロジック                              | 472         |
| 0000.10.07 | 東京   | アイルランドT   | 1600万下 | 芝1600m（稍） | 16    | 2     | 4     | 02.5            | （1人）         | 04着     | 1:33.6（34.8）      | -0.3     | 安藤勝己   | 54        | ニシノナースコール                    | 472         |
| 0000.11.05 | 京都   | 桂川S           | 1600万下 | 芝1400m（良） | 15    | 2     | 3     | 03.4            | （1人）         | 01着     | 1:19.4（32.9）      | -0.5     | 安藤勝己   | 55        | （スピニングノアール）                | 470         |
| 0000.11.19 | 京都   | マイルCS        | GI       | 芝1600m（良） | 18    | 7     | 14    | 13.2            | （5人）         | 05着     | 1:33.2（35.3）      | -0.5     | 秋山真一郎 | 55        | ダイワメジャー                        | 472         |
| 2007.01.06 | 京都   | 京都金杯        | GIII     | 芝1600m（良） | 16    | 7     | 14    | 04.0            | （1人）         | 06着     | 1:34.3（35.0）      | -0.4     | 安藤勝己   | 55        | マイネルスケルツィ                    | 482         |
| 0000.02.25 | 阪神   | 阪急杯          | GIII     | 芝1400m（良） | 16    | 4     | 7     | 03.0            | （1人）         | 04着     | 1:20.7（34.3）      | -0.2     | O.ペリエ   | 55        | プリサイスマシーン エイシンドーバー   | 480         |
| 0000.04.29 | 新潟   | 谷川岳S         | OP       | 芝1400m（良） | 16    | 2     | 3     | 01.8            | （1人）         | 01着     | 1:20.1（35.1）      | -0.1     | 藤田伸二   | 55        | （ペールギュント）                    | 482         |
| 0000.09.09 | 阪神   | セントウルS     | GII      | 芝1200m（良） | 16    | 6     | 11    | 02.6            | （1人）         | 03着     | 1:07.9（34.0）      | -0.8     | 藤田伸二   | 57        | サンアディユ                          | 480         |
| 0000.11.23 | 東京   | キャピタルS     | OP       | 芝1600m（良） | 18    | 8     | 18    | 05.5            | （2人）         | 01着     | 1:32.8（34.1）      | -0.1     | 藤田伸二   | 56        | （エアシェイディ）                    | 486         |
| 2008.01.05 | 京都   | 京都金杯        | GIII     | 芝1600m（良） | 16    | 4     | 8     | 05.1            | （2人）         | 10着     | 1:34.3（35.2）      | -0.7     | 藤田伸二   | 57        | エイシンデピュティ                    | 492         |
| 0000.03.02 | 阪神   | 阪急杯          | GIII     | 芝1400m（良） | 16    | 5     | 10    | 04.5            | （2人）         | 05着     | 1:21.3（34.6）      | -0.6     | 安藤勝己   | 56        | ローレルゲレイロ                      | 486         |
| 0000.03.30 | 中京   | 高松宮記念      | GI       | 芝1200m（良） | 18    | 5     | 10    | 09.3            | （5人）         | 02着     | 1:07.1（33.4）      | -0.0     | 岩田康誠   | 57        | ファイングレイン                      | 492         |
| 0000.07.06 | 函館   | 函館スプリントS | JpnIII   | 芝1200m（良） | 16    | 3     | 6     | 01.8            | （1人）         | 01着     | 1:08.4（35.3）      | -0.1     | 岩田康誠   | 56        | （トウショウカレッジ）                | 490         |
| 0000.08.31 | 札幌   | キーンランドC   | JpnIII   | 芝1200m（良） | 16    | 1     | 2     | 02.0            | （1人）         | 03着     | 1:08.1（33.7）      | -0.2     | 岩田康誠   | 56        | タニノマティーニ                      | 486         |
| 0000.10.05 | 中山   | スプリンターズS | GI       | 芝1200m（良） | 16    | 8     | 15    | 05.9            | （2人）         | 02着     | 1:08.2（34.0）      | -0.2     | 岩田康誠   | 57        | スリープレスナイト                    | 488         |
| 2009.03.07 | 中山   | オーシャンS     | GIII     | 芝1200m（稍） | 16    | 5     | 9     | 02.9            | （1人）         | 10着     | 1:09.5（36.0）      | -0.3     | 岩田康誠   | 57        | アーバニティ                          | 498         |
| 0000.03.29 | 中京   | 高松宮記念      | GI       | 芝1200m（良） | 18    | 5     | 9     | 09.0            | （5人）         | 10着     | 1:08.8（35.5）      | -0.8     | 岩田康誠   | 57        | ローレルゲレイロ                      | 494         |
| 0000.10.04 | 中山   | スプリンターズS | GI       | 芝1200m（良） | 16    | 2     | 4     | 09.6            | （4人）         | 12着     | 1:07.9（34.6）      | -0.4     | 三浦皇成   | 57        | ローレルゲレイロ                      | 496         |
| 0000.10.31 | 京都   | スワンS         | GII      | 芝1400m（良） | 18    | 6     | 12    | 08.6            | （4人）         | 01着     | 1:20.3（33.9）      | -0.0     | C.スミヨン | 57        | （アーリーロブスト）                  | 496         |
| 0000.12.20 | 阪神   | 阪神C           | GII      | 芝1400m（良） | 18    | 1     | 2     | 04.7            | （1人）         | 01着     | 1:20.4（34.7）      | -0.2     | M.デムーロ | 57        | （プレミアムボックス） （サンカルロ） | 504         |
| 2010.03.06 | 中山   | オーシャンS     | GIII     | 芝1200m（重） | 16    | 2     | 3     | 04.2            | （2人）         | 01着     | 1:09.8（35.7）      | -0.0     | 四位洋文   | 58        | エーシンエフダンズ                    | 504         |
| 0000.03.28 | 中京   | 高松宮記念      | GI       | 芝1200m（良） | 18    | 3     | 6     | 03.7            | （1人）         | 01着     | 1:08.6（34.6）      | -0.0     | 四位洋文   | 57        | （ビービーガルダン）                  | 504         |
| 0000.09.12 | 阪神   | セントウルS     | GII      | 芝1200m（良） | 15    | 1     | 2     | 出走取消        | 出走取消        | 出走取消 | 出走取消            | 出走取消 | 四位洋文   | 59        | ダッシャーゴーゴー                    | 計不        |
| 0000.10.03 | 中山   | スプリンターズS | GI       | 芝1200m（良） | 16    | 7     | 14    | 05.6            | （3人）         | 02着     | 1:07.6（33.9）      | -0.2     | 四位洋文   | 57        | ウルトラファンタジー                  | 500         |
| 0000.11.21 | 京都   | マイルCS        | GI       | 芝1600m（良） | 18    | 8     | 17    | 07.2            | （3人）         | 13着     | 1:32.5（34.9）      | -0.7     | R.ムーア   | 57        | エーシンフォワード                    | 498         |
| 0000.12.18 | 阪神   | 阪神C           | GII      | 芝1400m（良） | 17    | 7     | 14    | 03.9            | （2人）         | 01着     | 1:20.3（34.3）      | -0.0     | C.スミヨン | 57        | （レッドスパーダ）                    | 504         |
| 2011.03.05 | 中山   | オーシャンS     | GIII     | 芝1200m（良） | 16    | 5     | 10    | 03.6            | （2人）         | 02着     | 1:07.9（33.4）      | -0.1     | U.リスポリ | 59        | ダッシャーゴーゴー                    | 504         |
| 0000.03.27 | 阪神   | 高松宮記念      | GI       | 芝1200m（良） | 16    | 2     | 4     | 04.5            | （3人）         | 01着     | 1:07.9（34.0）      | -0.2     | U.リスポリ | 57        | （サンカルロ）                        | 494         |

## 種牡馬成績

### 年度別成績
以下の内容は、JBISサーチの情報に基づく。
| 種付年度 | 種付頭数 | 生産頭数 | 血統登録頭数 | 出走頭数 | 勝馬頭数 | 重賞勝馬頭数 | AEI  | CPI  |
| -------- | -------- | -------- | ------------ | -------- | -------- | ------------ | ---- | ---- |
| 2011     | 154      | 92       | 91           | 82       | 64       | 2            | 1.64 |      |
| 2012     | 187      | 129      | 127          | 119      | 93       | 3            | 1.40 |      |
| 2013     | 144      | 93       | 93           | 86       | 70       | 6            | 1.19 |      |
| 2014     | 125      | 85       | 84           | 76       | 56       | 4            | 1.22 |      |
| 2015     | 181      | 106      | 105          | 98       | 80       | 2            | 1.39 |      |
| 2016     | 156      | 106      | 106          | 100      | 85       | 4            | 1.53 |      |
| 2017     | 118      | 64       | 61           | 54       | 41       | 0            | 0.89 |      |
| 2018     | 128      | 85       | 84           | 75       | 47       | 0            | 0.96 |      |
| 2019     | 156      | 93       | 89           | 75       | 28       | 2            | 1.40 |      |
| 2020     | 100      | 63       | 61           | 0        | －       | －           | －   |      |
| 2021     | 46       | 22       | 21           | 0        | －       | －           | －   |      |
| 2022     | 13       | 0        | 0            | 0        | －       | －           | －   |      |
| 合計     | 合計     | 合計     | 922          | 765      | 564      | 23           | 1.37 | 1.42 |

- 出走頭数、勝馬頭数、重賞勝馬頭数、アーニングインデックス、コンパラブルインデックスは、平地競走に限る。
- 情報は、2023年3月1日時点。

### 重賞優勝産駒

#### グレード制重賞優勝馬
- 2013年産
  - シュウジ（2015年小倉2歳ステークス、2016年阪神カップ）- 母父:Kingmambo[112]
- 2014年産
  - モンドキャンノ（2016年京王杯2歳ステークス）- 母父:サクラバクシンオー[107]
  - サクセスエナジー（2018年さきたま杯、かきつばた記念、2019年黒船賞、2020年オーバルスプリント、兵庫ゴールドトロフィー、2021年東京盃）- 母父:ジャングルポケット[113]
- 2015年産
  - カシアス / Kemono[注釈 6]（2017年函館2歳ステークス）- 母父:Dylan Thomas[114]
  - ベルーガ（2017年ファンタジーステークス）- 母父:Kris S.[115]
  - ヒラボクラターシュ（2019年佐賀記念）- 母父:ワイルドラッシュ[116]
- 2016年産
  - ダイシングローバー（2023年京都ハイジャンプ）- 母父:Fusaichi Pegasus[117]
- 2017年産
  - ガロアクリーク（2020年スプリングステークス）- 母父Kingmambo[118]
  - ルフトシュトローム（2020年ニュージーランドトロフィー）- 母父:キングカメハメハ[119]
- 2020年産
  - リバーラ（2022年ファンタジーステークス）- 母父:Stormy Atlantic[120]

#### 地方重賞優勝馬
- 2012年産
  - ジュエルクイーン（2014年ラブミーチャン記念、2015年ゴールドジュニア、若草賞、2016年-17年ヒダカソウカップ、2016年-18年ビューチフルドリーマーカップ、2017年-18年ノースクイーンカップ）- 母父:クロフネ[121]
  - ウインユニファイド（2022年トリトン争覇、鳥栖大賞、東海ゴールドカップ）- 母父:Gold Alert[122]
- 2013年産
  - ストライクイーグル- （2019年東京記念、2020年大井記念、ブリリアントカップ）- 母父:Marquetry[123]
  - スリラーインマニラ（2020年建依別賞）- 母父:エンドスウィープ[124]
- 2014年産
  - ナンネッタ（2016年園田プリンセスカップ）- 母父:Belong to Me[125]
  - メモリーミラクル（2017年スプリングカップ、東海クイーンカップ）- 母父:サクラバクシンオー[126]
  - エースウィズ（2018年読売レディス杯）- 母父:ダンスインザダーク、[127]
  - ウラガーノ（2020年ベイスプリント）- 母父:Indian Charlie[128]
- 2015年産
  - サンタガール（2018年ひまわり賞）- 母父:クロフネ[129]
- 2016年産
  - ブライアンビクター（2019年湾岸ニュースターカップ）- 母父:カコイーシーズ[130]
  - ナンヨーオボロヅキ（2019年高知優駿、黒潮菊花賞、土佐春花賞）- 母父:キングカメハメハ[131]
  - ジュランビル（2023年佐賀ヴィーナスカップ）- 母父:Deputy Minister[132]
  - ケイアイターコイズ（2023年ウポポイオータムスプリント）- 母父:クロフネ
- 2017年産
  - レッドカード（2020年北斗盃）- 母父Kingmambo[133]
  - フレッチャビアンカ（2020年スプリングカップ、東北優駿、不来方賞、ダービーグランプリ、2021年東京記念、2022年金盃）- 母父:シンボリクリスエス[134]
  - ロードインファイト（2025年トレノ賞）- 母父キングカメハメハ
- 2019年産
  - ファーンヒル（2025年習志野きらっとスプリント）- 母父Dylan Thomas
- 2020年産
  - ラビュリントス（2022年知床賞、ジュニアグランプリ、2023年オパールカップ）- 母父:スペシャルウィーク[135]

### ブルードメアサイアーとしての産駒

#### グレード制重賞優勝馬
- 2019年産
  - セルバーグ（2023年中京記念）- 父:エピファネイア

#### 地方重賞優勝馬
- 2020年産
  - イチノコマチ（2022年九州ジュニアチャンピオン）- 父:パイロ[136]
- 2021年産
  - エイシントルペード（2025年早池峰スーパースプリント、岩鷲賞）- 父:エイシンヒカリ

## 血統表
| キンシャサノキセキの血統               | キンシャサノキセキの血統                             | キンシャサノキセキの血統 | （血統表の出典）     | （血統表の出典） |
| 父系                                   | サンデーサイレンス系                                 | サンデーサイレンス系     | サンデーサイレンス系 | [ § 2 ]          |
| 父 フジキセキ 1992 青鹿毛              | 父の父*サンデーサイレンス Sunday Silence 1986 青鹿毛 | Halo                     | Hail to Reason       | Hail to Reason   |
| 父 フジキセキ 1992 青鹿毛              | 父の父*サンデーサイレンス Sunday Silence 1986 青鹿毛 | Halo                     | Cosmah               |                  |
| 父 フジキセキ 1992 青鹿毛              | 父の父*サンデーサイレンス Sunday Silence 1986 青鹿毛 | Wishing Well             | Understanding        | Understanding    |
| 父 フジキセキ 1992 青鹿毛              | 父の父*サンデーサイレンス Sunday Silence 1986 青鹿毛 | Wishing Well             | Mountain Flower      |                  |
| 父 フジキセキ 1992 青鹿毛              | 父の母*ミルレーサー Millracer 1983 鹿毛              | Le Fabuleux              | Wild Risk            | Wild Risk        |
| 父 フジキセキ 1992 青鹿毛              | 父の母*ミルレーサー Millracer 1983 鹿毛              | Le Fabuleux              | Anguar               |                  |
| 父 フジキセキ 1992 青鹿毛              | 父の母*ミルレーサー Millracer 1983 鹿毛              | Marston's Mill           | In Reality           | In Reality       |
| 父 フジキセキ 1992 青鹿毛              | 父の母*ミルレーサー Millracer 1983 鹿毛              | Marston's Mill           | Millicent            |                  |
| 母 *ケルトシャーン Keltshaan 1994 鹿毛 | 母の父Pleasant Colony 1978 黒鹿毛                    | His Majesty              | Ribot                | Ribot            |
| 母 *ケルトシャーン Keltshaan 1994 鹿毛 | 母の父Pleasant Colony 1978 黒鹿毛                    | His Majesty              | Flower Bowl          |                  |
| 母 *ケルトシャーン Keltshaan 1994 鹿毛 | 母の父Pleasant Colony 1978 黒鹿毛                    | Sun Colony               | Sunrise Flight       | Sunrise Flight   |
| 母 *ケルトシャーン Keltshaan 1994 鹿毛 | 母の父Pleasant Colony 1978 黒鹿毛                    | Sun Colony               | Colonia              |                  |
| 母 *ケルトシャーン Keltshaan 1994 鹿毛 | 母の母Featherhill 1978 鹿毛                          | Lyphard                  | Northern Dancer      | Northern Dancer  |
| 母 *ケルトシャーン Keltshaan 1994 鹿毛 | 母の母Featherhill 1978 鹿毛                          | Lyphard                  | Goofed               |                  |
| 母 *ケルトシャーン Keltshaan 1994 鹿毛 | 母の母Featherhill 1978 鹿毛                          | Lady Berry               | Violon d'Ingres      | Violon d'Ingres  |
| 母 *ケルトシャーン Keltshaan 1994 鹿毛 | 母の母Featherhill 1978 鹿毛                          | Lady Berry               | Moss Rose            |                  |
| 母系(F-No.)                            | Damasi系(FN:14)                                      | Damasi系(FN:14)          | Damasi系(FN:14)      | [ § 3 ]          |
| 5代内の近親交配                        | アウトブリード                                       | アウトブリード           | アウトブリード       | [ § 4 ]          |
| 出典                                   | 1. 2. 3. 4.                                          | 1. 2. 3. 4.              | 1. 2. 3. 4.          | 1. 2. 3. 4.      |

- 近親にデインドリーム（2011年凱旋門賞ほか）がいる。